# Ізраїль на Олімпійських іграх
Ізраїль бере участь в Олімпійських іграх з 1952 року і відтоді пропустив лише одну літню Олімпіаду — Московську. У зимових Олімпійських іграх Ізраїль бере участь з 1994 року.
Національний олімпійський комітет Ізраїлю був утворений в 1933 році під час британського мандату в Палестині. Оскільки Ізраїль представляв єврейську спільноту, він бойкотував Ігри в Берліні в 1936 році в знак протесту проти антисемітської політики нацистської партії Німеччини. В 1972 році на Олімпіаді в Мюнхені 11 учасників ізраїльської делегації були вбиті терористами з угрупування «Чорний вересень».
Ізраїльські спортсмени традиційно більш успішно виступають на Паралімпійських іграх, ніж на Олімпійських. У 2004 році на літніх Паралімпійських іграх в Афінах, ізраїльтяни завоювали 13 медалей, з яких 4 виявилися золотими. Ізраїль, який ніколи не був господарем Олімпійських ігор, приймав у себе літні Паралімпійські ігри в 1968 році. Ігри пройшли в місті Тель-Авів.

## Медалісти
| Медаль | Спортсмен        | Ігри           | Вид спорту                      | Дисципліна              |
| ------ | ---------------- | -------------- | ------------------------------- | ----------------------- |
| Срібло | Яель Арад        | Барселона 1992 | дзюдо                           | напівсередня вага       |
| Бронза | Орен Смадья      | Барселона 1992 | дзюдо                           | легка вага              |
| Бронза | Гал Фрідман      | Атланта 1996   | вітрильний спорт                | віндсерфинг             |
| Бронза | Михаель Колганов | Сідней 2000    | веслування на байдарках і каное | байдарка-одиночка,500 м |
| Бронза | Аріель Зеєві     | Афіни 2004     | дзюдо                           | напівважка категорія    |
| Золото | Гал Фрідман      | Афіни 2004     | вітрильний спорт                | віндсерфинг             |
| Бронза | Шахар Зубарі     | Пекін 2008     | вітрильний спорт                | віндсерфинг             |
| Бронза | Ярден Джербі     | Ріо 2016       | дзюдо                           | до 63 кг                |
| Бронза | Ор Сассон        | Ріо 2016       | дзюдо                           | понад 100 кг            |

## Таблиці медалей

### Медалі за іграми
| Ігри           | Золото | Срібло | Бронза | Загалом |
| Сеул 1988      | 0      | 0      | 0      | 0       |
| Барселона 1992 | 0      | 1      | 1      | 2       |
| Атланта 1996   | 0      | 0      | 1      | 1       |
| Сідней 2000    | 0      | 0      | 1      | 1       |
| Афіни 2004     | 1      | 0      | 1      | 2       |
| Пекін 2008     | 0      | 0      | 1      | 1       |
| Лондон 2012    | 0      | 0      | 0      | 0       |
| Ріо 2016       | 0      | 0      | 2      | 2       |
| Токіо 2020     | 2      | 0      | 2      | 4       |
| Париж 2024     | 1      | 5      | 1      | 7       |
| Усього         | 4      | 6      | 10     | 20      |

### Медалі за видами спорту
| Вид спорту                      | Золото | Срібло | Бронза | Загалом |
| Вітрильний спорт                | 1      | 0      | 2      | 3       |
| Дзюдо                           | 0      | 1      | 4      | 5       |
| Веслування на байдарках і каное | 0      | 0      | 1      | 1       |
| Усього                          | 1      | 1      | 7      | 9       |